# Vi har aldrig været moderne
Vi har aldrig været moderne: et essay om symmetrisk antropologi er en faglitterær bog af Bruno Latour fra 1991 originalt udgivet på fransk under titlen Nous n'avons jamais été modernes: Essai d'anthropologie symétrique. Bogen blev oversat til engelsk i 1993 og til dansk i 2006. Vi har aldrig været moderne står som et centralt værk i videnssociologien og trækker tråde til antropologien, sociologien og filosofien.
Bogens centrale argument bygger på en skelnen mellem det moderne, det postmoderne, det præmoderne og det ikke-moderne. Hvor det præmoderne dækker over en periode op til det 17. århundrede, kendetegnet ved en tæt forbindelse mellem natur og kultur bundet sammen af en gensidig afhængighed, forsøger man i den moderne periode at skelne mellem kultur og natur. Det kommer eksempelvis til udtryk i en klar adskillelse mellem de videnskaber, der beskæftiger sig med naturen, og videnskaberne, der beskæftiger sig med mennesker og det sociale. I naturvidenskaben arbejder man typisk ud fra en positivistisk antagelse om, at man med de rette metoder kan finde frem til naturens sande orden. Det implicerer således, at mennesket, dvs. forskeren, kan undersøge naturen uafhængigt af naturen selv, hvilket i sig selv illustrerer den moderne opdeling af kultur og natur. Latour mener, at den moderne periode ophører umiddelbart inden bogen udkommer, og i stedet forekommer den postmoderne periode, som er kendetegnet ved en radikal afstandstagen fra det moderne igennem blandt andet dekonstruktion.
Men de postmoderne tænkere, mener Latour, tager imidlertid ikke afstand fra den moderne opdeling i sin grundlæggende forstand. Eksempelvis opererer man stadig med subjekt-objekt-dikotomien, hvor nogle aktører klassificeres som subjekter med fri vilje og agens, dvs. kultur og mennesker, og andre klassificeres som objekter uden agens, dvs. natur. Denne logik er grundlæggende i Latours teori, som han blandt andet udfolder under navnet Aktør-netværksteori i bogen Laboratory Life fra 1979. Her analyserer Latour sammen med Steve Woolgar naturvidenskabens metoder, hvor teknologiske apparater og maskiner tillægges agens. Argumentet er, at man kun kan forstå videnskaben og -produktionen ved at kortlægge det komplekse netværk af aktører herunder både humane, dvs. forskerne, og non-humane, dvs. maskinerne.
Latour konkluderer, at den moderne opdeling har været frugtbar og ført en lang række teknologiske og kulturelle udviklinger med sig, men argumenterer samtidig imod den moderne forkastelse af mellemformerne mellem kultur og natur. På den måde kan man argumentere for, at selvom den radikale opdeling har ført en række successer med sig, sker denne opdeling reelt i en social proces, hvor mellemformerne omdannes fra hybrider til enten kultur eller natur. Deri ligger baggrunden for Latour valg af titel: Selvom den moderne forsker tror på den radikale opdeling, fastholder forskeren med sine videnskabelige distinktioner i praksis sammenblandingerne. Latours ønske om det ikke-moderne bygger således på erkendelsen af hybriderne, aktør-netværk og kvasiting, der kan være brugbare, hvis man anerkender deres virkelighed.